# August Wessing
August Wessing (* 18. Januar 1880 in Gescher; † 4. März 1945 in Dachau) war ein katholischer Geistlicher. Er wurde im KZ Dachau zu Tode gequält.

## Herkunft und Ausbildung
August Wessing war zweitältestes von sieben Kindern des Bauern Johann Bernhard Wessing und dessen Frau Maria Katharina, geb. Böing. Er besuchte das Gymnasium in Coesfeld und studierte anschließend katholische Theologie im Priesterseminar in Münster. Dort wurde er am 25. Mai 1907 im Hohen Dom von Bischof Hermann Jakob Dingelstad zum Priester geweiht.

## Wirken
Eine erste Anstellung führte ihn nach der Priesterweihe als Kaplan nach St. Antonius in Recklinghausen, wo er sich dank seiner bereits im Studium erworbenen polnischen Sprachkenntnisse intensiv in der Polenseelsorge betätigte und zusätzlich auch noch die tschechische Sprache erlernte, um möglichst vielen zugewanderten ausländischen Arbeitern und ihren Familien als Seelsorger beistehen zu können. Nach ungewöhnlich langer Zeit auf dieser Stelle ernennt ihn Bischof Johannes Poggenburg am 25. September 1924 zum ersten Kaplan an St. Felizitas in Lüdinghausen; am 9. März 1932 erfolgt Wessings Ernennung zum Pfarrer von St. Lambertus in Hoetmar und 1939 zusätzlich die Ernennung zum Dechanten des Dekanates Freckenhorst.

## Verfolgung durch den Nationalsozialismus
Obwohl Wessing eher als unpolitischer Mann galt, wurde bereits 1937 nach einer Osterpredigt durch das Sondergericht beim Oberlandesgericht Hamm gegen ihn ermittelt. Obschon der NSDAP-Ortsgruppenleiter und Dorfpolizist als Zeuge der Anklage fungierte, wurde das Verfahren eingestellt. Nachdem entgegen den Bestimmungen des Reichskonkordats der Religionsunterricht aus der Volksschule in Hoetmar verbannt worden war, richtete Wessing im Wirtschaftsgebäude des Pfarrhauses zwei Schulklassen für einen von der Pfarrei organisierten Religionsunterricht ein. 1941 wurde er wegen eines Ausfluges der Jungfrauenkongregation zur Gestapo nach Münster zum Verhör vorgeladen und verwarnt. Im gleichen Jahr nahm die Gestapo bei Wessing eine Hausdurchsuchung vor, weil er die kritischen Predigten seines Bischofs Clemens August Graf von Galen in Kopien verbreitet hatte. Wessings Einsatz für polnische und russische Kriegsgefangene und Zivilarbeiter führte im darauffolgenden Jahr zu einer weiteren Anzeige.

„Ich  bin  Seelsorger und kann in dieser Eigenschaft keinem Menschen, auch  keinem Polen, Russen oder Juden gegenüber feindselig eingestellt sein.“

## Verhaftung und Tod
Nachdem Wessing eine Ordensschwester beauftragt hatte, für ein aus seiner Heimat verschlepptes ukrainisches Mädchen Kleidungsstücke anzufertigen, wurde er am 18. Juli 1942 von der Gestapo unter dem Vorwurf der offenen Feindbegünstigung verhaftet und im Gefängnis von Münster inhaftiert. Obwohl der Gemeinderat von Hoetmar bei der Gestapo für seine Freilassung intervenierte, wurde Wessing noch am Tage nach der Eingabe ins KZ Dachau abtransportiert, wo er am 2. Oktober 1942 eintraf. Die dortige Zwangsarbeit schwächte ihn im Laufe der nächsten Monate so sehr, dass er Ende Februar 1945 an Fleckfieber erkrankte und am 4. März 1945 verstarb. Andere Priester erreichten durch Bestechung, dass der Leichnam des Geistlichen gesondert im Krematorium des KZ Dachau eingeäschert wurde und sie die Asche bis nach Kriegsende verstecken konnten. Im Mai 1945 brachte ein Priester die sterblichen Überreste Wessings nach Hoetmar zurück, wo die Gemeinde St. Lambertus am 25. Mai 1945 in einem feierlichen Requiem von ihrem Pfarrer Abschied nahm. Die Urne wurde in den Sockel des großen Kreuzes auf dem Friedhof von Hoetmar eingelassen.

## Ehrungen
Die katholische Kirche hat August Wessing als Glaubenszeugen in das deutsche Martyrologium des 20. Jahrhunderts aufgenommen.
In Gescher, Recklinghausen und Warendorf wurden Straßen sowie in Warendorf-Hoetmar zudem eine Grundschule nach August Wessing benannt. Seine Portraitbüste findet sich außerdem auf dem 1997 von Bert Gerresheim gestalteten Portal der Versöhnung in der Marienbasilika in Kevelaer, wo der Künstler Verfolgte des Nationalsozialismus dargestellt hat.